# 大衛·阿丘利塔 (專輯)
大衛·阿丘利塔 是美國偶像第七季的亞軍大衛·阿丘利塔首張同名專輯。這張專輯將在2008年11月11日由Jive Records唱片公司發行，第一張單曲「Crush」已在2008年8月1日在電台首播。

## 歷史
首張單曲「Crush」已在2008年8月1日在電台首播並在2008年8月12日發行。這張單曲以售出166,247張成為告示牌熱門100榜的第2名，是他個人最好的成績。這張單曲已經以售出超過1,000,000而獲得白金唱片認證。

## 己確認的曲目
1."Crush"
2."Touch My Hand"
3."Barriers"
4."My Hands"
5."A Little Too Not Over You"
6."You Can"
7."Running"
8."Desperate"
9."To Be With You"
10."Don't Let Go"
11."Your Eyes Don't Lie"
12."Angels"

## 發行歷史
| 地區 | 日期           |
| ---- | -------------- |
| 美國 | 2008年11月11日 |

2009年1月29日 大衛·阿丘利塔 (專輯)取得RIAA金唱片認證